# Ixora nicaraguensis
Ixora nicaraguensis är en måreväxtart som beskrevs av Herbert Fuller Wernham. Ixora nicaraguensis ingår i släktet Ixora och familjen måreväxter. Inga underarter finns listade i Catalogue of Life.